# Estudos de ciência, tecnologia e sociedade
Os estudos sociais da ciência e da tecnologia, também denominados estudos sobre ciência, tecnologia e sociedade ou estudos de ciência, tecnologia e sociedade ou estudos de ciências-tecnologias-sociedades (CTS) se dedicam a investigar as relações entre estes três campos. Estes estudos partem do entendimento de que ciência e tecnologia são atividades sociais, feitas por pessoas, situadas no tempo, no espaço, na cultura e na sociedade, sendo, portanto,  impossível considerá-las  e compreendê-las separadamente. Desta forma, os Estudos CTS desconstroem a visão ocidental hegemônica de uma ciência neutra e universal.

## Histórico
Os estudos Ciências-Tecnologias-Sociedades começam a se delinear na sociologia do conhecimento na obra de Karl Mannheim, Ideologia e Utopia, de 1929, que estabeleceu as bases da disciplina e reconheceu as relações entre o pensamento científico e as condições sociais nas quais ele se dá. Nela Mannheim evidencia o caráter social e histórico do conhecimento científico e o pertencimento de indivíduos – inclusive cientistas – a grupos sociais. O autor coloca que diferentes grupos sociais experimentam e interpretam o mundo de forma diversa. Que em momentos de estabilidade social, uma determinada interpretação do mundo é dominante pois um grupo se encarrega de produzi-la e divulgá-la, cunhando o termo intelligentsia.
Para Mannheim, as rupturas aconteceriam em momentos de mobilidade social, quando as diferentes concepções de mundo passam a se comunicar. Mannheim traz, como exemplo, a discussão sobre o fim do monopólio da Igreja na produção e disseminação do conhecimento em fins da Idade Média e o surgimento dos pensamentos epistemológico, psicológico e sociológico e a relação entre política e ciência, mesmo entre partidos políticos e suas ideias, é debatida e os conceitos de ideologia (manutenção - grupos dominantes) e utopia (transformação - grupos oprimidos) são aportados.

Já na década de 1940, Robert Merton trouxe um enfoque funcionalista para a sociologia da ciência, situando a prática científica como uma atividade social construída sob um conjunto de regras próprias. As normas de Merton  do universalismo, comunismo, desinteresse e ceticismo organizado são apresentadas como quase autônomas em relação às demais práticas sociais. A história e a sociologia da ciência tiveram caminhos mais distanciados até as décadas de 1960 e 1970, quando se iniciou um diálogo com as obras de Thomas Kuhn (A Estrutura das Revoluções Científicas) e de David Bloor (Conhecimento e Imaginário Social). Ambos os autores buscavam considerar a dimensão dos processos sociais, políticos e culturais nas práticas científicas. No entanto, Kuhn centra seu trabalho no território demarcado da ciência, mesmo reconhecendo que existe “pressão social” e também que os cientistas, como homens, atuam para a articulação de novos paradigmas. Pode-se ver um exemplo em um trecho do livro A estruturas das revoluções científicas: 
“Decidir rejeitar um paradigma é sempre decidir simultaneamente aceitar outro e o juízo que conduz a essa decisão envolve a comparação de ambos os paradigmas com a natureza, bem como sua comparação mútua". 
Já Bloor, em sua definição e defesa do Programa Forte, apresenta o conhecimento – e consequentemente a ciência – como uma parte da cultura. “Knowledge then, is better equated with Culture than Experience (Bloor, p.16)”. Bloor apresenta o cientista como homem, imerso em sua sociedade, em uma visão coletiva do mundo (Bloor, p.15). O Programa Forte foi construído com base em quatro princípios: a causalidade; a imparcialidade; a simetria; e a reflexividade. Defendia a posição de que a história das ciências deveria se libertar do enfoque “presentista” – que julga os fatos passados a partir do que é considerado verdadeiro ou falso no presente.
Kuhn e Bloor, a partir da segunda metade dos anos 1970, transformaram-se em referências para um grupo de sociólogos e historiadores da ciência, que acabaram por se reunir em torno da Sociedade para os Estudos Sociais da Ciência (Society for Social Studies of Science – 4S) e de sua revista, tais como John Law, Steven Shapin, Steve Woolgar, entre outros. A partir de então, a prática científica passa a ser tratada como uma cosmologia e suas dimensões sociais, políticas e culturais são analisadas através da história e da sociologia. A década de 1980 trouxe a incorporação de métodos da antropologia e da sociologia (observação, entrevistas, questionários, ...) para o estudo das práticas científicas; era como uma microssociologia dentro dos laboratórios, na qual sociólogos e historiadores ingressavam nos próprios laboratórios na qualidade de observadores e passam a debater a ciência com um outro olhar. Neste grupo, situa-se o livro de Bruno Latour e Steve Woolgar – Vida de Laboratório – que é o trabalho mais conhecido da área.

### CTSA
Diante do movimento CTS, um grupo preocupado com o meio ambiente cria um movimento adicionando a letra 'A' ao final da sigla. CTSA é uma proposta pedagógica que desvincula a ciência neutra para uma ciência que se aproxima da realidade do aluno.[carece de fontes?]
O movimento CTSA (Ciência, Tecnologia, Sociedade e Ambiente), na área educacional brasileira, emerge no momento em que a ciência passa a ser observada como produto dos aspectos econômicos, sociais e políticos. Já na década de 80, o ensino de ciências passa a ser orientado pelas análises das implicações sociais do desenvolvimento científico e tecnológico, pontuando que  Ciência e Tecnologia são produzidas pelo homem,  apresentam intencionalidade, crença, limite e valor, ou seja, não estão desatreladas do que é tradicionalmente chamado de humanidade. [carece de fontes?]
O movimento CTSA é de relevância para estratégias curriculares, pois permite discussões relacionadas à produção de ciências e tecnologias com consequências para a sociedade e para o meio. A educação em uma perspectiva CTSA não é trivial, "pois implica criar condições para que as pessoas compreendam os problemas postos pelo avanço da civilização, não de maneira simplista, mas, sobretudo, reconhecendo a importância e a necessidade de manter sempre em pauta o diálogo entre a ética e a cultura” (Barolli et al., 2006, p.1)[carece de fontes?].

## Educação CTS
A educação CTS não se trata de uma disciplina específica ou conteúdo escolar, mas de uma perspectiva ou enfoque metodológico aplicado ao processo de ensino-aprendizagem na área de ciência e tecnologia em geral. Não apenas restrita as chamadas ciências "exatas" ou "duras", mas aplicando-se a construção do conhecimento técnico e científico. A compreensão da ciência a partir de um conceito de saber confiável permite situar o conhecimento abordado nas salas de aula de forma crítica e situada, distanciando o conteúdo das grandes narrativas, atores e dogmas da ciência.

### Ensino
Vários dos avanços da ciência e tecnologia são alicerçadas nas disciplinas de Física, Química e Biologia. Essas disciplinas poderão ficar mais interessantes se envolverem o movimento Ciência, Tecnologia e Sociedade (CTS). E o que é CTS? É um movimento iniciado na Europa e EUA que promove a participação democrática das discussões que envolvem Ciência e Tecnologia (C&T), compreendendo melhor que C&T podem gerar impactos positivos e negativos para a vida das pessoas. Para isso, o professor precisa assumir o papel de mediador do conhecimento capaz de mobilizar reflexões com relação as consequências da C&T para a sociedade e vice-versa. Dito de outra forma, mais C&T não significa, obrigatoriamente, maior bem estar para toda a sociedade. O movimento CTS representa uma boa possibilidade de educação científica para um efetivo exercício da cidadania, podendo propiciar adequado posicionamento sobre assuntos de C&T, em meio a uma sociedade cada vez mais complexa. Enfim, uma disciplina de ciências que envolve CTS, pode despertar nos aprendizes uma visão ampliada dos avanços da ciência e da tecnologia, tanto nos benefícios que esse desenvolvimento pode trazer como nas consequências sociais e ambientais que ele pode causar.

## Eventos CTS

### Internacionais
O Fórum de Ciência, Tecnologia e Sociedade, registrado como uma organização sem fins lucrativos desde março de 2006, realiza uma reunião anual, a partir do primeiro domingo de outubro de todos os anos, em Quioto, no Japão. O STS Forum reúne políticos, empresários, cientistas e a mídia de todo o mundo com fins de discutir os progressos da ciência e da tecnologia para o futuro da humanidade, bem como sobre as implicações éticas da aplicação das novas tecnologias.
Inspirado no Fórum japonês anual e após Hon, o primeiro-ministro do Sri Lanka, ter participado como palestrante na inauguração em Quioto, o Sri Lanka criou o Fórum Sri Lanka STS, com o objetivo de discutir o papel da Ciência e da Tecnologia na sociedade, especialmente em relação aos Objetivos de Desenvolvimento Sustentável, explorando oportunidades decorrentes de C & T e abordando barreiras para o uso de S & T.
O Programa de Ciência, Tecnologia e Sociedade da John F. Kennedy School of Government na Universidade Harvard oferece recursos únicos para lidar com os desafios resultantes da inovação científica e tecnológica, liberdades civis, cidadania informada e governo democrático. Um dos eventos realizados desde 2006 durante cada semestre é a roda CTS (ou The STS Circle at Harvard), onde um grupo de estudantes de doutorado e doutores recentes se reúnem para criar um espaço para conversas interdisciplinares sobre questões contemporâneas em ciência e tecnologia relevantes para pessoas em áreas como antropologia, história da ciência, sociologia, STS, lei, governo, política pública e ciências naturais.
A Universidade Aveiro (Portugal), criou em julho de 2000 a primeira edição do Seminário CTS que ocorre até hoje com o nome Seminário Ibero-Americano CTS (SIACTS). Da Comissão Organizadora do Seminário fazem parte pesquisadores de diferentes países (Portugal, Espanha, Brasil e Colômbia) e pesquisadores do Centro de Investigação Didática e Tecnologia na Formação de Formadores (CIDTFF).
No início de 2012, emergiu a Rede Chilena de Ciência, Tecnologia e Sociedade (CTS-Chile) com o objetivo de analisar, discutir e entender esses processos. A CTS-Chile busca unir os esforços de uma variedade de atores acadêmicos e não-acadêmicos com treinamento em ciências básicas e sociais de instituições chilenas e estrangeiras que têm tentado há vários anos desafiar a estrita divisão entre análise tecnológica - científico versus social. Essa rede iniciou em 2014 o Encuentro de la Red Chilena de Ciencia, Tecnología y Sociedad onde o trabalho pode ser proveniente de todas as áreas da Ciência, Tecnologia e Sociedade. Possui a participação de pesquisadores de várias universidades que enviam trabalhos sobre apresentações orais, dentro de das questões e temas de interesse para a comunidade.
A Alpen-Adria-Universität possui o Institute of Science, Technology and Society Studies que por sua vez realiza anualmente a The STS Conference Graz, uma conferência anual juntamente com a Inter-University Research Centre for Technology, Work and Culture (IFZ) e com o Institute for Advanced Studies on Science, Technology and Society (IAS-STS).

### No Brasil
Um dos maiores eventos na área de Ciência, Tecnologia e Sociedade é o Simpósio Nacional de Ciências, Tecnologias e Sociedades organizado de maneira bienal pela Associação Brasileira de Estudos Sociais das Ciências e das Tecnologias (ESOCITE.BR) onde os participantes podem participar, propor, discutir, assistir debates e construir conhecimentos sobre estas e outras questões relativas aos Estudos CTS (ciências-tecnologias-sociedades) no Brasil . O evento teve início em 2005 pela Programa de Pós-Graduação em Tecnologia (PPGTE) da Universidade Tecnológica Federal do Paraná – UTFPR. Desde então os simpósios ESOCITE.BR / TECSOC tornaram-se o mais importante encontro nacional da área, congregando pesquisadores de diversas origens e especialidades. Entre as atividades previstas para o ESOCITE.BR / TECSOC estão Conferências, Mesas-Redondas, Grupos Temáticos, Minicursos, Posters, Encontros com Autores, eventos socioculturais e também Aglomerados.

#### Eventos Menores
Outros eventos menores acontecem no Brasil inteiro, reunindo uma comunidade local de estudantes, docentes e até mesmo autores brasileiros e internacionais. No estado de Minas Gerais, a Universidade Federal de Juiz de Fora (UFJF) realiza anualmente desde 2016 a Semana de Ciência, Tecnologia e Sociedade , promovendo uma série de palestras, exposições de trabalhos e oficinas abertas a todos. No estado do Paraná, o Instituto Federal do Paraná (IFPR) realiza desde 2017 o Seminário do Programa de Pós-Graduação em Ciência, Tecnologia e Sociedade do IFPR (PPGCTS IFPR).

### Journal e Revistas
É preciso destacar também a importância de alguns journals que estão diretamente relacionados ao campo. Exemplo disso é o Science, Technology and Society, um periódico revisado por pares que aborda uma perspectiva interdisciplinar, incentivando análises cujas abordagens são extraídas de uma variedade de disciplinas, como história, sociologia, filosofia, economia, ciência política e relações internacionais, política científica envolvendo inovação, estudos prospectivos envolvendo ciência e tecnologia , gestão de tecnologia, estudos ambientais, estudos de energia e estudos de gênero.
O Social Studies of Science, publicado até 1975 simplesmente como Science Studies, é um periódico vinculado tradicionalmente à história e filosofia da ciência, mas que possui uma linha editorial multidisciplinar e abrange trabalhos de outros campos disciplinares que tenham o objetivo de situar a ciência e a tecnologia no seus contextos de produção, circulação e recepção.
Dois importantes periódicos são publicados no âmbito da Society for Social Studies of Science. O primeiro, o Engaging Science, Technology, and Society e Science, trata-se de um periódico que se dispõe a publicar trabalhos com relevância para pesquisadores de ciência e tecnologia, gestores políticos e ativistas. Idealizado em 2013 sob a chancela da 4S, e publicado anualmente desde 2015 com uma política de acesso aberto, este periódico tem o objetivo de contribuir para a divulgação de trabalhos em formatos diversos (artigos de pesquisa, resenhas, debates) que reconheçam a imbricação entre ciência, tecnologia e contexto social.
O outro periódico que conta com o apoio da 4S é o Science, Technology, & Human Values. Publicado desde 1976, este periódico funciona como fórum de debate para pesquisadores de diversas origens disciplinares em torno da relação entre desenvolvimento da ciência e da tecnologia e sua relação com a política, a sociedade e a cultura. Além dos artigos de pesquisa e resenhas de livros, seções comuns dos periódicos, o Science, Technology, & Human Values também publica comentários que respondem artigos previamente publicados no periódico, seguido de tréplica do autor inicial.
O Instituto de Engenheiros Eletricistas e Eletrônicos (IEEE) publica por meio do seu grupo de interesse Society on Social Implications of Technology (SSIT) a revista Technology and Society e o journal IEEE Transactions on Technology and Society (IEEE-TTS), os dois periódicos orientados aos estudos CTSA, e organiza um simpósio anual sobre o tema, o IEEE International Symposium on Technology and Society (ISTAS). Os artigos apresentados no simpósio são revistos por pares e publicados em suas atas.
No Brasil, pode-se citar a Revista Técnica e Tecnológica: Ciência, Tecnologia, Sociedade, um periódico do Instituto Federal de Goiás, Campus Luziânia (IFG) que visa contribuir com a divulgação e o desenvolvimento científico da comunidade acadêmica. A revista, de periodicidade anual, é multidisciplinar, integra a relação ensino e pesquisa pelo diálogo entre as diversas áreas do conhecimento, publica artigos, resenhas e contribuições acadêmicas, em língua portuguesa. O periódico é multidisciplinar, pois dialoga com as diversas áreas do conhecimento, em conformidade ao Plano de Desenvolvimento Institucional, que visa o incremento da pesquisa e ensino em benefício da comunidade local e regional.
Há, também no Brasil, a publicação da Revista Tecnologia e Sociedade desde 2005. Essa revista é uma publicação quadrimestral do Programa de Pós-Graduação em Tecnologia e Sociedade da Universidade Tecnológica Federal do Paraná e, desde 2013, também da Associação Brasileira de Estudos Sociais das Ciências e das Tecnologias. Com uma linha editorial interdisciplinar, a revista prioriza contribuições teóricas e empíricas que tenham como foco temáticas vinculadas às relações entre tecnologia e sociedade.
Outro Journal de grande importância é a revista Tapuya: Ciência, Tecnologia e Sociedade da América Latina. É uma revista de acesso aberto internacional que procura possibilitar uma rede de conversas informadas pela CTS na América Latina, entre a América Latina e as culturas euro-americanas e entre periferias globais. Procura aumentar a complexidade da paisagem acadêmica do CTS ao pressionar os limites convencionais do CTS para incluir questões, perspectivas e métodos relevantes para a América Latina. Tapuya pretende, assim, contribuir para esforços anteriores para paroquiar o CTS euro-americano e, assim, internacionalizar verdadeiramente a CTS através da atenção do jornal para discussões críticas distintamente latino-americanas e tensões produtivas, tanto acadêmicas quanto políticas.
A Universidade de Brasília (UnB) publica a revista Ciência & Tecnologia Social (CTS). A Revista CTS privilegia temas e problemáticas relacionadas às dimensões culturais, ecológicas, econômicas, sociopolíticas e ambientais presentes nos Estudos da Ciência, Tecnologia, Sociedade,  focalizando detidamente as conexões do conhecimento científico e tecnológico, com o saber fazer presente nos grupos sociais e comunidades (tecnologia social).
Já nos países da América Latina e da Península Ibérica, pode-se destacar a Revista Iberoamericana de Ciencia, Tecnología y Sociedad - CTS que desde a sua primeira edição, publicada em setembro de 2003, mantém a vocação de conseguir uma melhor articulação entre ciência e sociedade nos países da América Latina e da Península Ibérica, além de promover o diálogo e iniciar discussões sobre questões importantes relacionadas ao seu alcance. A visão da CTS é regional e avalia e publica os artigos que recebe de uma perspectiva pluridisciplinar e interdisciplinar. Ao longo de sua história publicou trabalhos relevantes de pesquisadores ibero-americanos e outras fontes. A periodicidade da revista é quatro meses. Os artigos acadêmicos publicados em CTS são aprovados a partir de um sistema de referência de múltiplas instâncias, no modo duplo-cego. Nos índices da revista, esses trabalhos coexistem com monografias sobre temas específicos, revisões, fóruns, conferências e outros documentos.